# Bernard Bruneteau
Pour les articles homonymes, voir Bruneteau.
Bernard Bruneteau est un historien français né le 8 décembre 1952.
Professeur d'histoire contemporaine à l'université Pierre-Mendès-France - Grenoble II ainsi qu'à l'IEP de Grenoble, il enseigne désormais à l'IEP de Rennes ainsi qu'au sein de la filière de science politique de l'Université de Rennes I.

## Biographie
Ses recherches et ses publications se concentrent sur l'étude du totalitarisme. Il est également reconnu pour ses travaux sur les génocides, dans lesquels il s'attache à décrypter les intentions des génocidaires et les raisons qui peuvent les pousser à voir dans le génocide la solution aux problèmes qu'ils pensent devoir affronter.
Bernard Bruneteau s'intéresse également à la voie médiane entre une interprétation exclusive du génocide qui réserve ce terme à l'unique Shoah et certaines tendances qui qualifient de génocide divers crimes de masse commis entre autres par les Occidentaux durant les siècles derniers, au risque de diluer le terme et de lui retirer toute pertinence.
Bernard Bruneteau a enseigné la construction européenne et l'histoire des génocides plusieurs années à l'université Pierre-Mendès-France - Grenoble II. En 2010, il part enseigner à l'IEP et à la Faculté de droit et de science politique de Rennes.

## Publications

### Ouvrages
- Bernard Bruneteau, Les Paysans dans l’État : Le gaullisme et le syndicalisme agricole sous la Ve République, Paris, éd. L'Harmattan, coll. « Alternatives rurales », décembre 1994, 282 p., 22 cm (ISBN 2-7384-3026-0, BNF 35742108, présentation en ligne).
- Bernard Bruneteau, Histoire de l’unification européenne, Paris, éd. Armand Colin, coll. « Prépas. Histoire », 1996, 235 p., 24 cm (ISBN 2-200-01411-2).
- Bernard Bruneteau, Les Totalitarismes, Paris, éd. Armand Colin, coll. « Collection U », 1999, 240 p., 24 cm (ISBN 2-200-01922-X, BNF 37049131).
  - Bernard Bruneteau, Les Totalitarismes, Paris, éd. Armand Colin, coll. « Collection U - Histoire », 7 mai 2014, 2e éd., 317 p., 24 cm (ISBN 978-2-200-28417-6, BNF 43854266).
- Bernard Bruneteau, L'Europe nouvelle de Hitler : Une illusion des intellectuels de la France de Vichy, Monaco, Paris, Éditions du Rocher, coll. « Démocratie ou totalitarisme », 18 mars 2003, 435 p., 24 cm (ISBN 2-268-04504-8, BNF 38971769).
- Bernard Bruneteau, Le Siècle des génocides : Violences, massacres et processus génocidaires de l’Arménie au Rwanda, Paris, éd. Armand Colin, coll. « L’histoire au présent », 10 juin 2004, 253 p., 21 cm (ISBN 2-200-26403-8, BNF 39201161).
- Bernard Bruneteau, Histoire de l’idée européenne au premier XXe siècle à travers les textes, Paris, éd. Armand Colin, coll. « Collection U. Histoire contemporaine », 22 juin 2006, 283 p., 24 cm (ISBN 2-200-26920-X, BNF 40194875).
- Bernard Bruneteau, Histoire de l’idée européenne au second XXe siècle à travers les textes, Paris, éd. Armand Colin, coll. « Collection U. Histoire contemporaine », 11 juin 2008, 303 p., 24 cm (ISBN 978-2-200-35309-4, BNF 41267781).
- Bernard Bruneteau, Le Totalitarisme : Origines d'un concept, genèse d'un débat, 1930-1942, Paris, éd. du Cerf, coll. « Cerf politique, démocratie ou totalitarisme », 19 août 2010, 491 p., 22 cm (ISBN 978-2-204-09208-1, BNF 42277605).
- Bernard Bruneteau, L’Âge totalitaire : Idées reçues sur le totalitarisme, Paris, le Cavalier bleu éditions, coll. « Idées reçues - Grand angle », 2011, 180 p., 21 cm (ISBN 978-2-84670-389-5, BNF 42491362).
  - Bernard Bruneteau, L’Âge totalitaire : Idées reçues sur le totalitarisme, Paris, le Cavalier bleu éditions, coll. « Idées reçues », 11 mai 2017, 180 p., 18 cm (ISBN 979-10-318-0224-4, BNF 45318931).2e édition revue et augmentée.
- Bernard Bruneteau, Les « Collabos » de l'Europe nouvelle, Paris, CNRS éditions, coll. « Biblis » (no 141), 10 mars 2016, 468 p., 18 cm (ISBN 978-2-271-09022-5, BNF 45066629).Réédition de L'Europe nouvelle de Hitler : Une illusion des intellectuels de la France de Vichy, publié en 2003.
- Bernard Bruneteau, Un siècle de génocides : Des Heréros au Darfour (1904-2004), Malakoff, éd. Armand Colin, 14 septembre 2016, 349 p., 24 cm (ISBN 978-2-200-61310-5, BNF 45118170).
- Bernard Bruneteau, Combattre l’Europe : De Lénine à Marine Le Pen, Paris, CNRS éditions, 1er mars 2018, 303 p., 23 cm (ISBN 978-2-271-11830-1, BNF 45485173).
- Bernard Bruneteau, Génocides, usages et mésusages d'un concept, CNRS Éditions, 2019, 224p.
- Bernard Bruneteau, Le Bonheur totalitaire : La Russie stalinienne et l'Allemagne hitlérienne en miroir, Le Cerf, 2022, 386 p..

### Direction d'ouvrages
- Bernard Bruneteau (dir.) et Youssef Cassis (dir.), L’Europe communautaire au défi de la hiérarchie, Bruxelles, éd. P. Lang, coll. « Euroclio. Études et documents » (no 32), 2007, 243 p., 22 cm (ISBN 978-90-5201-055-7, BNF 41010989, présentation en ligne).Extrait des actes d'un colloque international tenu en septembre 2004 à l'Université Pierre Mendès France-Grenoble II.
- Bernard Bruneteau (dir.) et Jean Baudouin (dir.), Le Totalitarisme : Un concept et ses usages, Rennes, Presses universitaires de Rennes, coll. « Essais », 5 décembre 2014, 337 p., 23 cm (ISBN 978-2-7535-3524-4, BNF 44255413).
- Bernard Bruneteau (dir.), Gwendal Châton (dir.) et Philippe Portier (dir.), L’Aventure démocratique : cheminements en compagnie de Jean Baudouin, Rennes, Presses universitaires de Rennes, coll. « Res publica », 21 septembre 2017, 319 p., 24 cm (ISBN 978-2-7535-5668-3, BNF 45399611).